# Exposição do Centenário da Farroupilha
A Exposição do Centenário da Farroupilha (também: Exposição Internacional Agrícola e Industrial de Comemoração do Centenário da Farroupilha), foi uma feira mundial ocorrida em 1935 na cidade de Porto Alegre de 20 de Setembro de 1935 a 15 de Janeiro de 1936. A exposição é vista como um marco para o estado do Rio Grande do Sul, ocorrido para demonstrar os avanços tecnológicos pelos quais o Brasil passava, assim como celebrar a história do povo sul-riograndense.
Esta edição contou com a visita de cerca de um milhão de visitantes, segundo estimativas da mídia na época, e que, comparado ao tamanho de cerca de 300 mil habitantes de Porto Alegre na época, representou um grande sucesso da feira. A exposição contou com 17 pavilhões internacionais e 7 nacionais (cada qual representando um estado Brasileiro), foram ao evento um total de 3.080 expositores.

## Organização
Uma comissão geral para a feira foi aberta em 11 de Junho de 1934 e incluía José Antônio Flores da Cunha e Dário Brossard representando a FARSUL (Federação da Agricultura do Rio Grande do Sul), Alberto Bins, como secretário e Mário de Oliveira, como Secretário-Geral.

## Localização

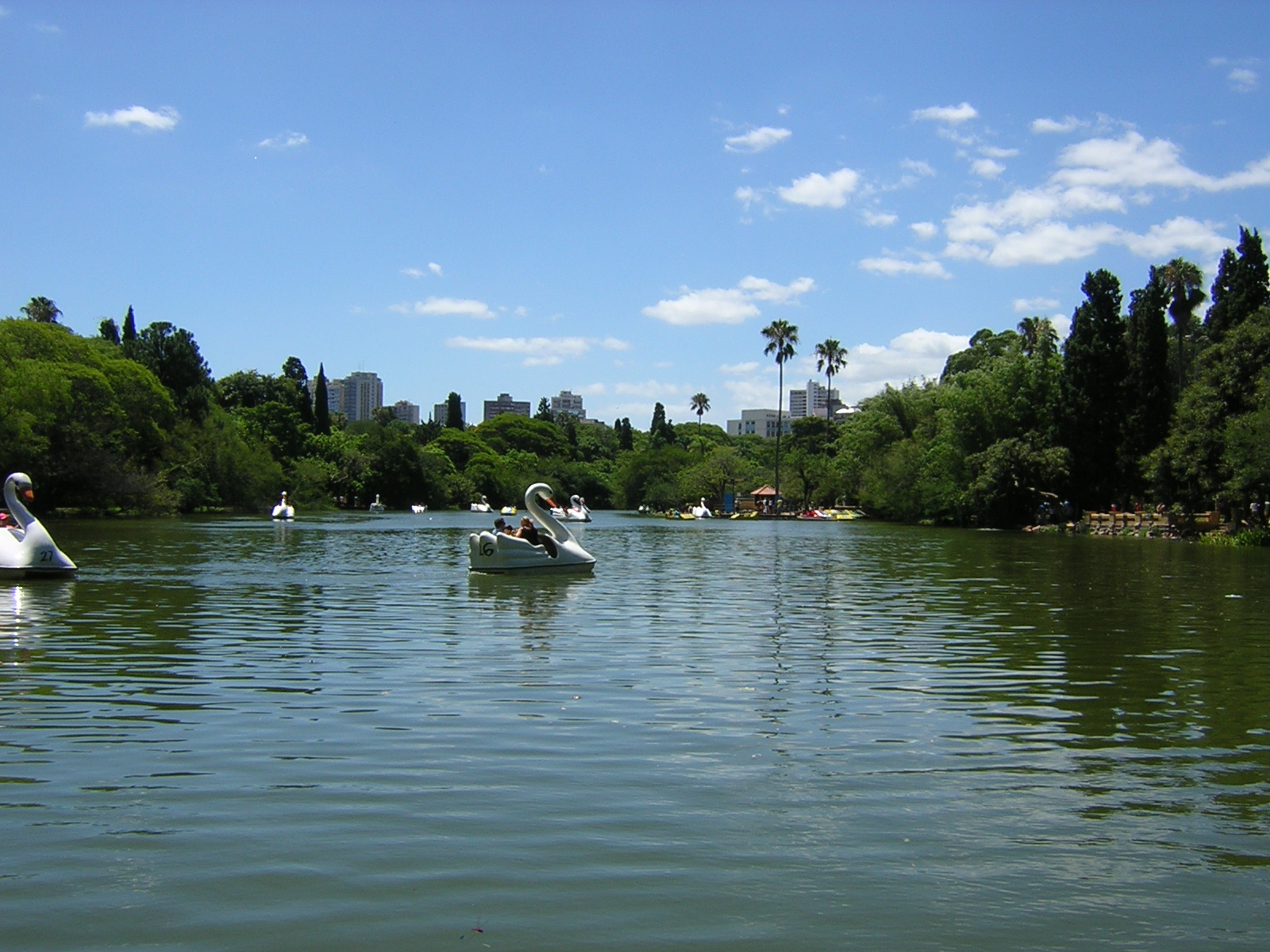
O Parque Farroupilha, onde foram localizadas as exibições.

As construções começaram um ano antes da feira no local então conhecido por Parque da Redenção. O parque havia recentemente passado por uma modernização, em 1927, quando o então arquiteto da Intendência do estado, João Moreira Maciel, elaborou um plano para o embelezamento da capital gaúcha.
Alfredo Agache foi o responsável pela elaboração e concretização do projeto, que se estendia por mais de 250.000 metros quadrados, o parque foi renomeado Parque Farroupilha logo em seguida da inauguração da exposição.

## Pavilhões

### Pavilhões Nacionais
Alguns estados brasileiros tiveram seus próprios pavilhões: Pernambuco (desenhado por Luiz Nunes), São Paulo, Santa Catarina, Pará/Amazonas (compartilhado), Minas Gerais e o Distrito Federal (Rio de Janeiro).
As construções foram feitas de madeira e estuque e foram desmontadas em 1939, apenas o pavilhão do Pará, que era feito de alvenaria, restou, sendo destruído em um incêndio em 1970. O estilo arquitetônico predominante era o Art Déco, o pavilhão paraense incorporava também símbolos Marajoara.

### Pavilhões Internacionais
Os pavilhões internacionais ocupavam 2.000 metros quadrados e empenhavam 177 exibidores.

### Demais Pavilhões
Haviam alguns pavilhões temáticos: agricultura, indústria e viação férrea, assim como construções para entretenimento: um cassino, restaurante e café. O pavilhão industrial do Rio Grande do Sul esbanjava 14.000 metros quadrados e tinha 905 exibidores.
Havia também um parque de diversões com um lago ornado e com docas para pedalinhos (os quais seguem em uso e cuja doca é ativa hoje como café), uma Loteria, área para tobogãs e uma montanha-russa.

## Legado
Foram emitidos em comemoração à exposição ao todo 4 selos colecionáveis.